# Ергали, Алишер Ергалиевич
Алишер Ергалиевич Ергали (каз. Әлішер Ерғалиұлы Ерғали; 12 апреля 1999, Жамбылская область, Казахстан) — казахстанский борец вольного стиля, участник Олимпийских игр в Токио.

## Спортивная карьера
В августе 2019 года в Варшаве одержал победу на международном турнире памяти Вацлава Циолковского. В сентябре 2019 года на чемпионате мира в Нур-Султане выйдя в полуфинал, завоевал 
Олимпийскую лицензию на игры в Токио. В ноябре 2020 года, одолев в финале Серика Бахытханова, стал чемпионом Казахстана. В апреле 2021 года на чемпионате Азии в Алма-Ате стал серебряным призёром, уступив иранцу Али Шабани.
В августе 2021 на Олимпийских играх в Токио проиграл представителю Турции и занял итоговое 7-е место из 16-ти. 
В апреле 2022 года на чемпионате Азии в Улан-Баторе стал серебряным призёром, уступив иранцу Ядоллах Мохаммадказем Мохеби.
В 2023 году в феврале проиграл в финале VI летней Спартакиады (первенства страны) в в/к до 125 кг. 
На лицензионном чемпионате мира 2023 проиграл в 1/4 представителю Грузии Гиви Мачарашвили и выбыл из борьбы за медаль, тем самым лишив страну Олимпийской лицензии на игры в Париж.
На Азиатских играх 2023 проиграл иранцу Моджтаба Голейджу в 1/2, а в поединке за бронзовую медаль со счётом 8-1 проиграл монгольскому спортсмену Ганбаатару.
На Олимпийских играх 2024 занял 7-е место из 16-ти, проиграв сначала в 1/4, а затем и в утешительной встрече.

## Спортивные результаты
- Чемпионат Азии по борьбе 2019 —
- Чемпионат Азии по борьбе 2020 —
- Чемпионат Азии по борьбе 2021 -
- Олимпийские игры 2020 - 7
- Чемпионат мира по борьбе 2021 - 10
- Чемпионат Азии по борьбе 2022 —
- Кубок Болата Турлыханова 2022 - 7
- Чемпионат мира по борьбе 2023 - 9
- Азиатские игры 2023 - 5
- Олимпийские игры 2024 - 7